# Katia Krafft
Catherine Joséphine Conrad, conocida como Katia Krafft, (Soultz-Haut-Rhin, 17 de abril de 1942 - Monte Uzen, 3 de junio de 1991) fue una vulcanóloga francesa que murió durante la erupción del Monte Uzen en Japón en 1991. Se hizo famosa por fotografiar y filmar volcanes en erupción a pocos metros de los ríos de lava, lo que le permitió recolectar datos que resultaron fundamentales para el desarrollo del estudio de volcanes activos.

## Trayectoria
Katia Krafft, nació el 17 de abril de 1942 en Soultz-Haut-Rhin, Alsacia, y era hija de un orfebre y maestro. Comenzó a interesarse por los volcanes cuando los vio en fotografías y películas.
Después de completar sus estudios secundarios en 1957, pasó a estudiar física y geoquímica en la Universidad de Estrasburgo (Francia), donde conoció a su futuro esposo Maurice Krafft, quien también estaba fascinado por los volcanes y con quien trabajó toda su vida. La primera erupción que observó, cuando aún era estudiante, fue la del volcán Stromboli, donde recopiló datos, analizó y recogió muestras de gases y rocas.
Su carrera como investigadora de volcanes comenzó poco después. Para ello, reunió dinero y se dirigió de nuevo a Stromboli. Allí fotografió la erupción prácticamente continua del volcán y recogió nuevas muestras de gases y rocas. Cuando descubrió que la gente estaba interesada en ver las erupciones, comenzó a usar sus fotografías y metraje para recaudar fondos para sus viajes a Italia, Islandia, Japón, Colombia o Indonesia, entre otros países, para estudiar los volcanes. Además de sus fotografías publicadas en periódicos y revistas, también ha publicado varios libros sobre la actividad volcánica, basados en sus hallazgos obtenidos gracias a su innovadora forma de registrar las actividades volcánicas. Además, su metraje fue utilizado en varios documentales, como “The Volcano Watchers”, donde también participa.
En 1968, Katia fue invitada al sur de Islandia para estudiar el volcán extinto Kverkfjöll que había entrado en erupción repentinamente después de miles de años de inactividad. Fue directamente al borde del volcán. Su coraje y los datos que obtuvo al acercarse al peligro, garantizaron su éxito como vulcanóloga.
Durante los años 70 y 80 del siglo XX, documentó volcanes en actividad continua, fotografiándolos mientras su esposo los filmaba. Este trabajo exhaustivo ha permitido comprender mejor las erupciones volcánicas. Tomó medidas, lecturas de gas, muestras de rocas a pocos metros de volcanes en erupción y documentó también cómo el medio ambiente se vio afectado por ellos.
A lo largo de su carrera probó los límites para obtener los mejores datos. Usaba un casco para protegerse de las piedras proyectadas y un traje especial que le permitía acercarse al centro de los volcanes sin quemarse. Incluso se subió a una canoa en medio de un lago de ácido para obtener mejores mediciones y muestras.
Katia Krafft y su esposo eran a menudo los primeros en llegar a un volcán activo, siendo llamados por ello Los Diablos de los Volcanes. Sus fotografías y filmaciones le permitieron trabajar con entidades del gobierno local para definir protocolos de seguridad y evacuación cuando fuera necesario. Fue testigo y documentó la formación de nuevos volcanes, así como los efectos de la lluvia ácida y las nubes de ceniza. Uno de sus últimos proyectos con su esposo fue la creación de una serie de vídeos denominados “Comprendiendo los peligros volcánicos” a través de la que buscaban alertar a la población y autoridades locales de áreas sujetas a los peligros de la actividad volcánica para impulsar protocolos de seguridad, prevención y evacuación de poblaciones de manera oportuna, a fin de evitar tragedias como las ocurridas por la erupción del Monte Santa Elena (EE. UU.) que había fotografiado en 1980.
Krafft y su marido mostraron imágenes a la entonces presidenta filipina Corazón Aquino de los efectos que tuvo la erupción del volcán Nevado del Ruiz en Colombia, lo que fue clave para que tomaran la decisión de evacuar la región durante la erupción del volcán Pinatubo en 1991.

## Fallecimiento de Katia
Katia Krafft falleció junto a su esposo durante la erupción del monte Uzen en Japón, el 3 de junio de 1991. Estaban demasiado cerca del volcán y fueron atrapados por un flujo piroclástico que salió de un canal de manera abrupta e inesperada. En el suceso falleció también su compañero vulcanólogo Harry Glickensu además de periodistas científicos y varios bomberos.
Su colección de fotografías y metraje fue compartida entre el Museo Nacional de Historia Natural de París y la asociación "Images et Volcans".

## Honores y premios
Su primer trabajo sobre vulcanología en sitios activos fue premiado por la Vocation Foundation en 1969.
En 1975, ella y su esposo recibieron el premio Liotard for Exploration de manos del entonces presidente de la república francesa Valery Giscard D'Estaing.
La biografía de Katia forma parte del libro Valerosas de la ilustradora Pénélope Bagieu, que fue adaptado para televisión con el mismo nombre y transmitido por canales de televisión de países como Francia, Italia y Portugal.
Tras su muerte, ella y su marido fueron objeto de varios homenajes:
- En 2018, la Unión de Geociencias Europea creó el Premio Katia y Maurice Krafft, que distingue a los investigadores que crean métodos de comunicación innovadores que permiten divulgar el conocimiento científico al público en general.[30]
- Cada cuatro años, la Medalla de Honor Krafft es otorgada por la dirección científica de IAVCEI (Asociación Internacional de Vulcanología y Química del Interior de la Tierra) a todo aquel que contribuya significativamente al conocimiento científico sobre volcanes o que se destaque en el trabajo con poblaciones que habitan en zonas de riesgo.[31]
- Un cráter volcánico en el volcán Piton de la Fournaise, en la Isla de Reunión, lleva el nombre de la pareja: Maurice y Katia Krafft.[32]
- El Centro para el Estudio de Volcanes Activos de la Universidad de Hawái en Hilo, creó un fondo en su memoria (el Fondo en Memoria de Maurice y Katia Krafft). Las donaciones a este fondo tienen como objetivo alertar a las personas que viven en países con alto riesgo de erupciones volcánicas sobre los riesgos y medidas a adoptar.[33]
- Se mencionan en el documental “Para o Inferno”, de NETFLIX, dirigido por Werner Herzog.[34]
- Gran parte de sus imágenes y fotografías fueron reunidas y presentadas en un video creado por National Geographic que también incluye entrevistas con ambos.[35][36]